# Heinrich Gerhard Schumacher
Heinrich Gerhard Schumacher (* 31. August 1695 in Hamm; † 21. Februar 1766 in Bremen) war ein deutscher Professor am Akademischen Gymnasium in Bremen und Bremer Bürgermeister.

## Biografie
Schumacher war der Sohn des Professors der Philosophie am Akademischen Gymnasium in Bremen und reformierten Pfarrers Albert Schumacher (1661–1743). Er studierte von 1718 bis 1721 Rechtswissenschaften in Halle und danach in Duisburg. Hier promovierte er 1721 zum Dr. jur. Er wurde anschließend Professor der Rechte am Akademischen Gymnasium in Bremen.
Er war ab 1727 Ratsherr im Bremer Rat und in der 3. Linie von 1751 bis 1766 Bremer Bürgermeister. Im Zusammenhang mit seinen Aufgaben bei der Umsetzung des Zweiten Stader Vergleichs ist dokumentiert, dass er zu der Zeit auch Gohgräfe im Niedervieland und Rheder des gemeinen Gutes war. Als Nachfolger des 1747 verstorbenen Bürgermeisters Henrich Meier war er Visitator der Kirchen im Landgebiet.
Schumacher war verheiratet mit Ilsabetha Holler (1704–1758), Tochter von Bürgermeister Johann Holler (1674–1742). Ihre Kinder waren Albert (1729–1783) und Margareta (* 1733).